# Coppa Luigi Arcangeli 1947

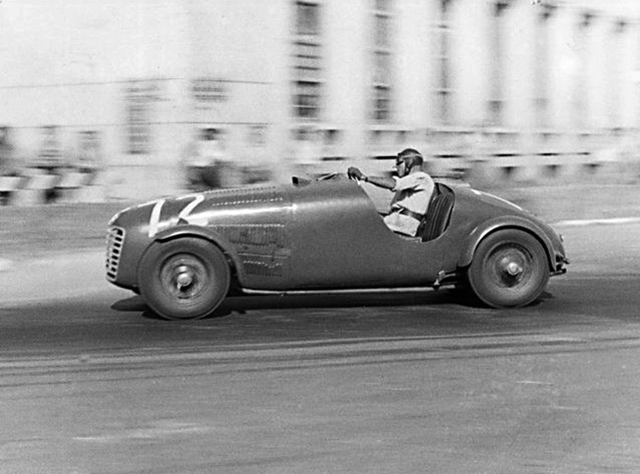
Rennsieger Tazio Nuvolari im Ferrari 125 Spyder Corsa

Die Coppa Luigi Arcangeli 1947, auch Coppa Luigi Archangeli, Circuito di Forli, fand am 6. Juli auf einem Rundkurs in Forlì statt.

## Das Rennen
Zum Unterschied zu den Rennen in den Wochen davor, wie dem Großen Preis von Rom, dem Sportwagenrennen in Vercelli, dem Sportwagenrennen Vigevano und dem Rennen in Varese, die alle zur italienischen Sportwagen-Meisterschaft 1947 zählten, war die Veranstaltung auf dem Circuito di Forti ohne Meisterschaftsstatus. Namensgeber der Coppa war der italienische Rennfahrer Luigi Arcangeli, der 1931 beim Großen Preis von Italien in Monza tödlich verunglückt war.
Am Vormittag bestritten die Fahrzeuge bis 0,75-Liter-Hubraum ein Rennen über 25 Runden, das mit dem Sieg von Carlo Pesci auf Fiat endete. Am Nachmittag gingen Rennwagen bis maximal 1,5-Liter-Hubraum an den Start. Franco Cortese hatte mit dem neuen Ferrari 125 Spyder vier Siege in Folge gefeiert. Diese Siegesserie wurde in Forli unterbrochen. Der ruhmreiche Vorkriegs-Spitzenfahrer Tazio Nuvolari war zur Scuderia Ferrari zurückgekehrt. Nuvolari litt unter schwerem Asthma, konnte das Rennen aber mit deutlichem Vorsprung gewinnen.

## Ergebnisse

### Schlussklassement
| Pos. | Klasse | Nr. | Team             | Fahrer             | Fahrzeug                 | Runden |
| ---- | ------ | --- | ---------------- | ------------------ | ------------------------ | ------ |
| 1    | S 1.5  | 72  | Scuderia Ferrari | Tazio Nuvolari     | Ferrari 125 Spyder Corsa | 35     |
| 2    | S 1.1  |     |                  | Alberto Comirato   | Fiat 1100                | 35     |
| 3    | S 1.1  |     |                  | Francesco Nissotti | Stanguellini S1100       | 35     |
| 4    | S 1.1  |     |                  | Pasquale Ermini    | Ermini                   | 35     |
| 5    | S 1.1  |     |                  | Gino Torelli       | Fiat                     | 35     |
| 6    | S 1.1  |     |                  | Virgilio Versolato | Fiat                     | 35     |
| 7    | S 1.5  |     |                  | Enrico Adanti      | Lancia Aprilia           | 33     |

### Nur in der Meldeliste
Zu diesem Rennen sind keine weiteren Meldungen bekannt.

### Klassensieger
| Klasse | Fahrer           | Fahrzeug                 | Platzierung im Gesamtklassement |
| ------ | ---------------- | ------------------------ | ------------------------------- |
| S 1.5  | Tazio Nuvolari   | Ferrari 125 Spyder Corsa | Gesamtsieg                      |
| S 1.1  | Alberto Comirato | Fiat 1100                | Rang 2                          |

### Renndaten
- Gemeldet: unbekannt
- Gestartet: unbekannt
- Gewertet: 7
- Rennklassen: 2
- Zuschauer: unbekannt
- Wetter am Renntag: unbekannt
- Streckenlänge: 1,680 km
- Fahrzeit des Siegerteams: 0:41:57,200 Stunden
- Gesamtrunden des Siegerteams: 35
- Gesamtdistanz des Siegerteams: 58,800 km
- Siegerschnitt: 84,086 km/h
- Pole Position: keine
- Schnellste Rennrunde: Tazio Nuvolari – Ferrari 125 Spyder Corsa (#72) – 1.10.100 – 86,159 km/h
- Rennserie: zählte zu keiner Rennserie